# Belägringen av Silistra
Belägringen av Silistra utkämpades den 5 april till den 24 juni 1854 mellan Osmanska riket och det ryska kejsardömet under Krimkriget. Belägringen började framgångsrikt för ryssarna men fick överges när Österrike hotade att bistå de osmanska styrkorna.

## Bakgrund
I oktober 1853 bröt ryska arméer in i de osmanska områdena på Balkan i syfte att tränga fram till Konstantinopel. De osmanska trupperna gick till motanfall och blodiga strider utkämpades. Efter en period av relativt lugn återupptogs krigshandlingarna när en rysk armé på 45 000 man under befäl av Aleksandr Lüders gick över de bessarabiska gränsen till Dobrudzja. I början av april hade ryssarna nått resterna av Trajanus mur cirka 4 mil från staden Silistra. Samtidigt hade den ryska huvudstyrkan under Michail Gortjakov korsat floden Donau och avancerade mot staden.
Staden Silistra försvarades av en osmansk styrka på 20 000 man medan huvudcitadellet bemannades av ytterligare 12 000 turkiska soldater. Försvarsverken bestod förutom citadellet av ytterligare 10 mindre befästningar.

## Belägringen
Den ryska förtruppen under general Schilder nådde fram till Silistra den 5 april 1854 och började omgående gräva skyttegravar. Den ryska styrkan var dock för liten för inringa staden och de osmanska trupperna lyckades hålla försörjningsvägarna öppna utan större problem. Den 22 april anlände fältmarskalk Ivan Paskevitj med ryska förstärkningar och avlöste Schilder som befälhavare för belägringsstyrkan.
I början av maj hade ryssarna transporterat fram över 200 kanoner till krigsskådeplatsen och inledde ett bombardemang av fästningen. De 28 maj stormade ryssarna skansen Arab Tabia som erövrades efter hårt motstånd från försvararna. Men de ryska trupperna som besatte Arab Tabia fick inte tillräckligt stöd från den övriga armén och tvingades att dra sig tillbaka från skansen. Den 10 juni lämnade Paskevitj armén och avlöstes som befälhavare av Gortjakov. Den 20 juni återerövrades Arab Tabia vilket gjorde vägen öppen för ett anfall mot huvudcitadellet. Den ryska turen skulle dock inte hålla i sig. Endast två timmar före det tänkta anfallet fick Gortjakov order om att häva belägringen och dra sig tillbaka norr om Donau. Österrikarna hade skickat ett ultimatum och hotade att stödja det osmanska riket om inte ryssarna omgående drog sig tillbaka från Donaufurstendömena. Tsaren som var rädd att Österrike skulle blanda sig i kriget drog omedelbart tillbaka sina arméer.

## Efterspel
De ryska förluster under belägringen uppgick till cirka 400 stupade och 1.783 sårade. Osmanernas förluster var betydligt lättare med 28 stupade och 74 sårade. Det ryska tillbakadragandet kunde ha avslutat kriget 1854 men trupper från Storbritannien och Frankrike landsteg samma år på Krim vilket ledde till ett mycket längre krig som skulle kosta hundratusentals liv.